# Wassermann (Mythologie)

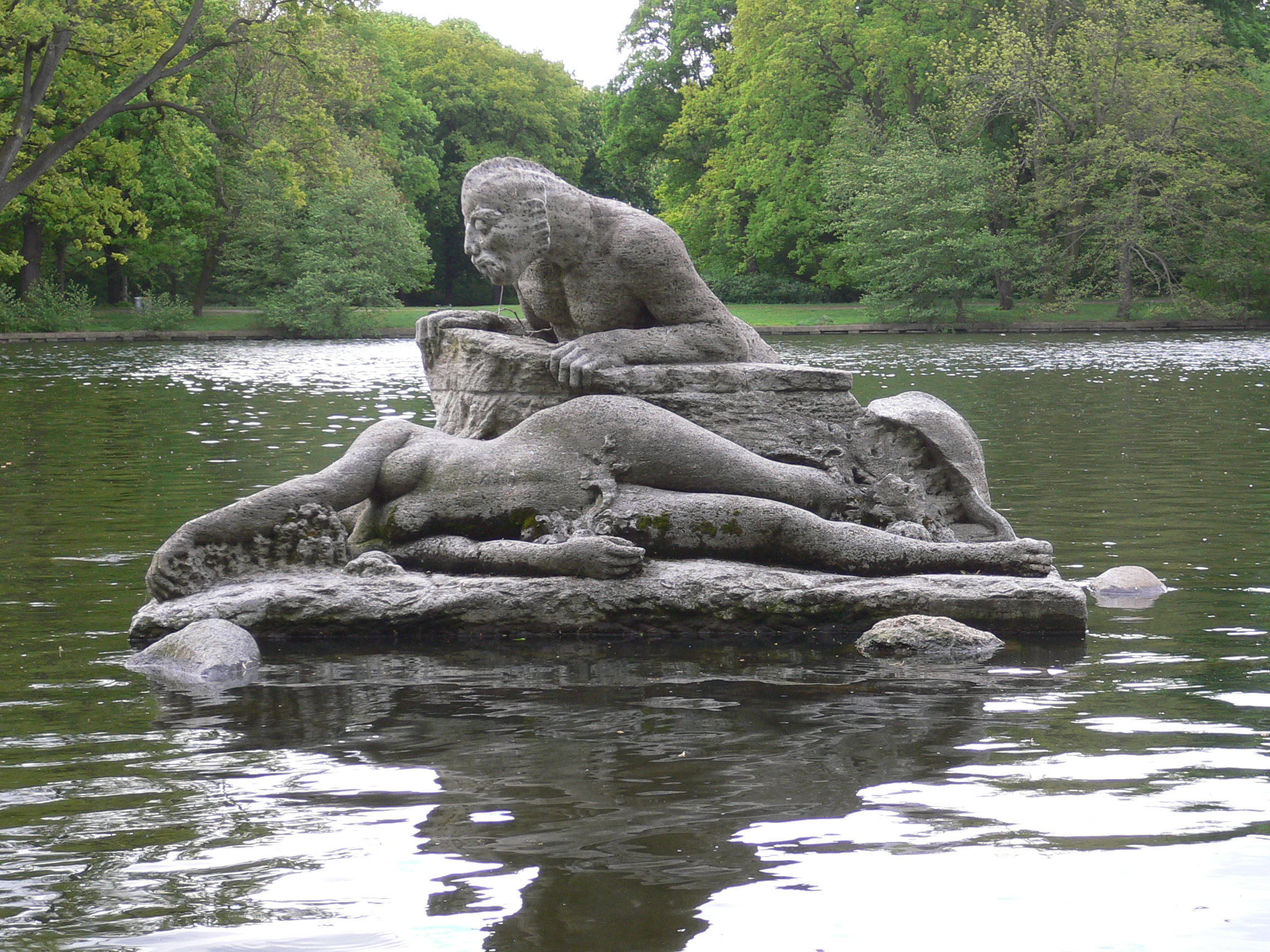
Nök am Meeresgrunde im Treptower Park (Karpfenteich) von Otto Petri, 1907

Die Bezeichnung Wassermann ist ein Oberbegriff für männliche Wassergeister. Er ist eine Gestalt aus vielen Sagen, Mythen und Märchen und kommt im gesamten europäischen Raum vor. Er ist von eher bösem Charakter, tritt aber auch ambivalent auf. Im Gegensatz zu ihm ist die Wasserfrau eher gutmütig und den Menschen wohlgesinnt. Weitere weibliche mythologische Wesen mit ähnlichen Eigenschaften wie Wassermänner und Wasserfrauen sind Nixen, Meerjungfrauen, Brunnenfrauen, Nymphen, Nereiden und Sirenen.

## Arten von Wassermännern

### Nöck

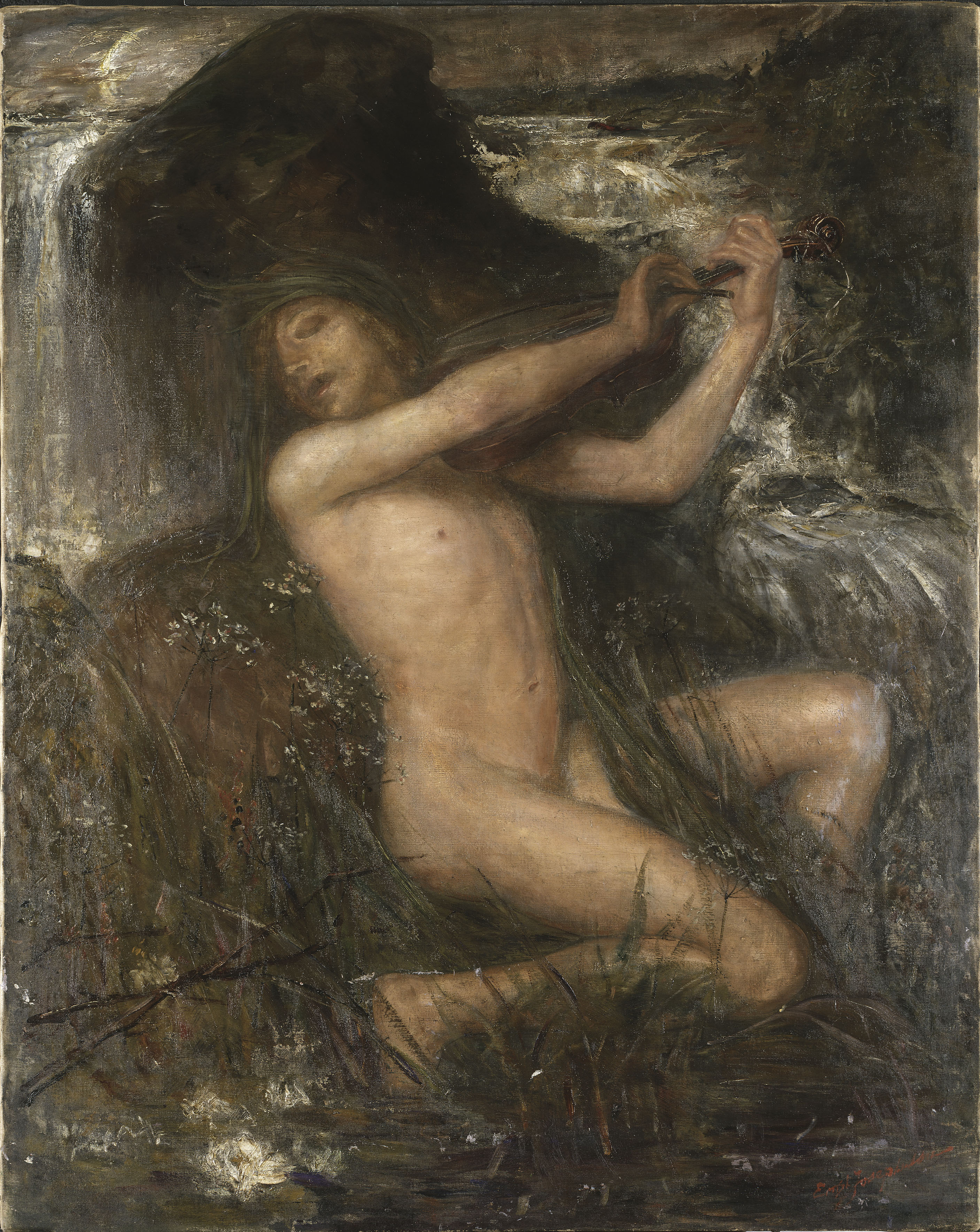
Der Nöck von Ernst Josephson (1882)

Der Nöck, auch als Nix, Neck, Näck, Nickert oder Flussmann bezeichnet, bewacht die Furten an Flüssen und lebt in Seen, Teichen, Tümpeln, Quellen, Brunnen oder Wassertropfen. Der Name stammt von althochdeutsch nihhus, niccus oder nichessa und bedeutet „Wassergeist“.
Ihm wird nachgesagt, dass er junge Mädchen mit Harfenklängen verführt und in sein Unterwasserreich lockt. Ältere Sagen schildern den Nöck nicht als grausam oder böse, sondern lediglich als launisch und wechselhaft, wie das Element Wasser. Flussmännern wird nachgesagt, dass sie Stürme entfesseln können, aber auch Menschen vor der Gefahr des Ertrinkens warnen. Menschen können sie das Elbenkönigslied beibringen. In einigen Regionen soll der Wassermann die Menschen durch Geschenke anlocken, sie dann ins Wasser ziehen und dort ihre Seelen in Töpfen gefangen halten. Oft seien es junge Mädchen, die er raubt; so zum Beispiel im Lied Als wir jüngst in Regensburg waren, in dem ein Nix erwähnt wird, der das Fräulein Kunigund in die Fluten des Stromes zieht. Der steirische Erzberg beim Leopoldsteinersee in Österreich wurde einer Sage nach durch einen Wassermann gefunden. Nachdem er von der dortigen Bevölkerung gefangen gehalten worden sei, habe er sich durch einen Handel seine Freilassung erkauft, worauf er im heute noch so genannten Wassermannsloch, einer kleinen Quelle, verschwunden sei. Unter dem Bildstein von Sjellebro bei Djursland haust ein Wassermann, ebenso an der Osobłoga (Hotzenplotz), in der Schwarzen Lacke und in Konotop. Angebliche Schutzmittel gegen den Nöck sollen Stahl oder vor dem Bad in einem Gewässer ein Spruch sein, den man aufsagen muss:
„Neck, Neck, Nadeldieb, du bist im Wasser, ich bin am Land.
Neck, Neck, Nadeldieb, ich bin im Wasser, du bist am Land.“
An Land sollen sie meist an den nassen Zipfeln ihrer Kleidung erkennbar sein, aber auch an ihren Zähnen, die entweder grün sind oder aussehen wie Fischzähne.
In Deutschland sind der Nix, die Seemännlein, Wassermännlein, Weiher- oder Brückenmänner, Häckelmänner und Nickelmänner bekannt. Sie sollen sich als hübsche junge Männer mit goldenen Locken und einer roten Mütze zeigen. Der Hakemann, der fränkische Hägglmoo und der Krappenmann aus der Mosel ziehen mit einem Fischerhaken ihre Opfer in das Wasser. Ähnliche Wassergeister sind der Kropemann aus der luxemburgischen Attert, der elsässische Hokemann, Henri-Crochet aus Lothringen, der belgische Pépé-Crochet, oder Manneken-Haak aus Flandern. Die englischen Grindylows wohnen in Seen, Sümpfen oder Mooren und ziehen mit ihren langen, sehnigen Armen Kinder in die Gewässer. In Schottland zieht der Shellycoat unvorsichtige Wanderer in den nassen Tod. Auch der Urisk kann zu den Wassermännern gezählt werden. Auf der Insel Man leben die Nikkisen, die bei Vollmond den Zug der Ertrunkenen anführen. Die skandinavischen Söetrolde und Nixen tragen rote Mützen und eine goldene Harfe. Kennzeichen des schwedischen Strömkarls sind rote Strümpfe und Kapuzenmantel sowie blaue Kniebundhosen. Er soll sehr schön singen und auf der Harfe oder Fidel spielen können. Der norwegische Fossegrim soll graue Kleidung bevorzugen. Sein Name ist norwegisch foss „Wasserfall“ abgeleitet.

### Meermann

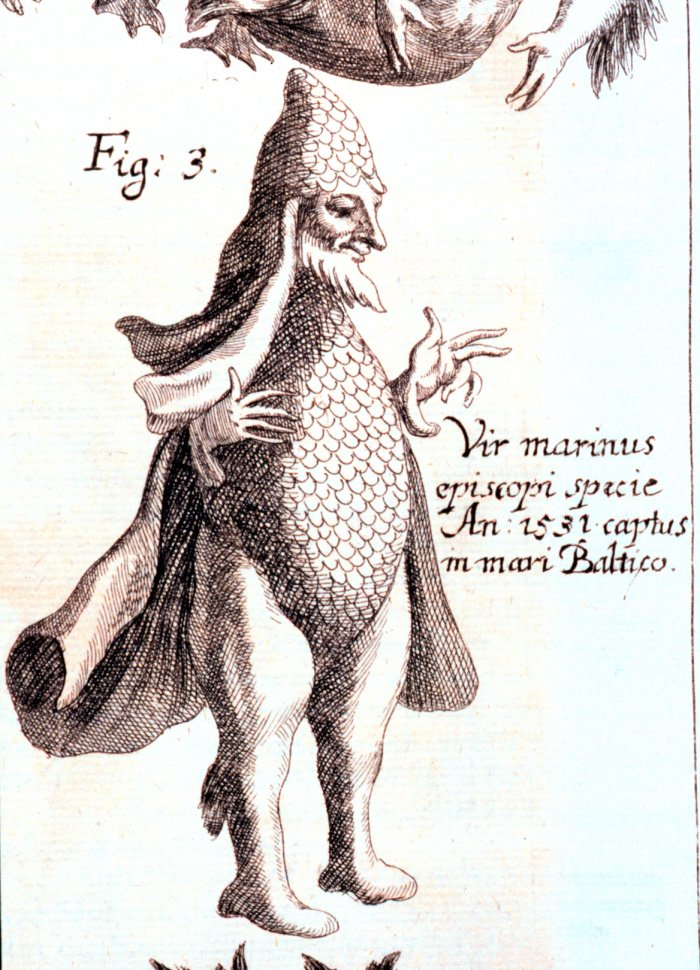
Der Seebischof, Abbildung bei Johann Zahn (1696)

An der Küste sollen die Meermänner leben, wie zum Beispiel der friesische Ekke Nekkepenn, der auf dem Grund der Nordsee wohnt. Sie sollen meist als uralte Wassergeister erscheinen, mit langen Bärten und grünen Fischzähnen. Sie können viele Gestalten annehmen. Auch ihnen wird nachgesagt, dass sie Ertrunkene verschleppen und in ihren Palästen auf dem Meeresgrund gefangen halten. Meermänner können Krankheiten heilen, Zaubertränke brauen, aber auch neugierige Menschen verfluchen und ihnen Schaden zufügen. Ein Seemannsgarn besagt, dass Meermänner sich besonders freuen würden, wenn verstorbene Matrosen als Gabe dem Meer übergeben wurden. Es sollen auch Kapitäne in hohem Ansehen gewesen sein, wenn sie einen Meermann zum Freund hatten, da das Schiff immer unbeschadet am Heimathafen ankommen würde. 1531 soll ein Meermann in der Ostsee gesichtet worden sein (Johann Zahn: Specula physico-mathematico-historica, 1696). Deshalb beschrieben Naturforscher des 16. und 17. Jahrhunderts die Gestalt des Seebischofs. Manche Forscher nehmen an, dass Grendel im Epos Beowulf ein Meermann sein könnte, weil Grendels Mutter als Meerweib beschrieben wird.
Meermänner kommen überall in Gewässern vor, in denen es Salzwasser gibt (Meer, Ozean, Fjord, Binnenmeer etc.). Die Fjordmänner zeigen sich meist als schwarze Pferde mit verkehrten Hufen. In Schottland erscheinen die Kelpies und Fuaths als riesige Wasserpferde. Die Daoine Mara haben einen Bart, sind behaart und sollen einen großen Mund und eine platte Nase haben. Auch die Selkies können zu den Wassermännern gezählt werden. Das Finfolk (Flossenvolk) in den Gewässern vor den Orkneyinseln soll magische Kräfte haben und menschlichen Kontakt meiden. Der Finman wird als groß und dünn mit einem dunklen, finsteren Gesicht beschrieben. Die irischen Merrows haben grüne Augen und Zähne, Arme in Form von Flossen, kleine Augen und rote Nasen. Mit ihren roten Mützen können sie das Meer durchqueren. Die isländischen Marmennills oder Marbendills (Meermännlein) leben auf dem Seegrund und können die Zukunft vorhersagen. Sie sind mit den Meerfrauen verwandt. Im Mittelmeer haben die Meermänner einen menschlichen Oberkörper, einen Fischschwanz und reiten mit ihrem Dreizack auf Delfinen. Sie werden oft als Begleiter von Poseidon, Triton und Neptun dargestellt. Der bosnisch/serbisch/kroatische Seemaćić isst gerne Pfannkuchen und lebt in der Adria. Die holländischen Necker seufzen viel und sind kleiner als andere Meermänner. Die skandinavischen Meermänner haben alle grüne Haare und Bärte sowie grünliche Fischzähne. Der Havmand hat einen Fischschwanz und ist noch sehr jung, der Nökke hat nur ein Nasenloch, geschlitzte Ohren und trägt einen grünen Hut. Neben diesen in Skandinavien bekannten Meermännern soll es noch zahlreiche Untergattungen geben, wie z. B. Söedouen, Nikkur, Näcken und Näkke.

### Wodjanoi

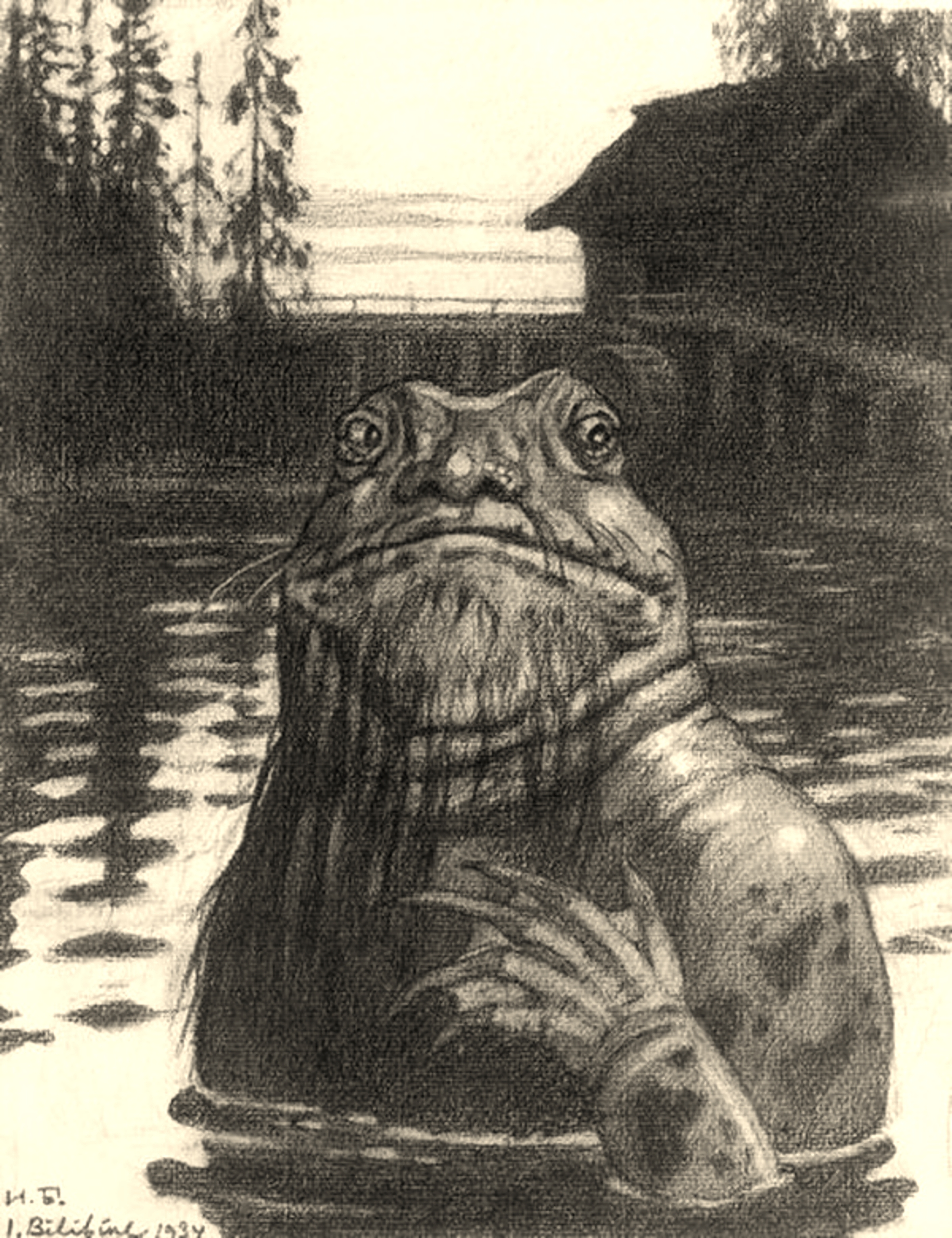
Vodyanoy von Iwan Jakowlewitsch Bilibin (1934)

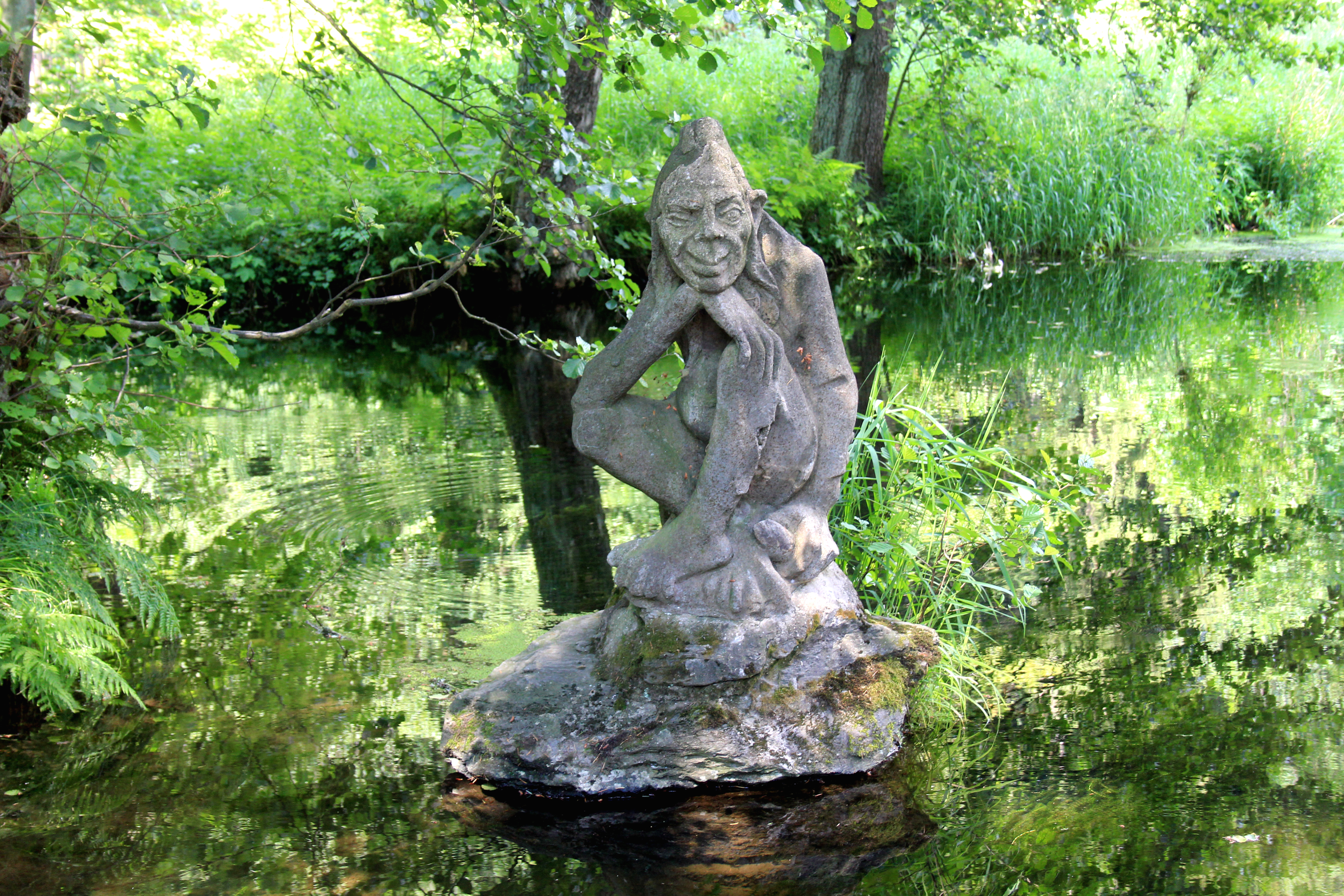
Vodník bei Nové Město n. Metují

Der Wodjanoi oder Vodyanoy spielt insbesondere in den Sagen und Märchen der slawischen Völker eine größere Rolle. Als Wódny muž findet er sich in der Folklore der Sorben. Er spielt den Menschen mal gut, mal übel mit. Seine in der Regel schwachen magischen Fähigkeiten sind ans Wasser gebunden und er hält sich am liebsten unter Mühlrädern, in Mühlbächen, Seen, Quellen und Teichen auf. Kindern wird gelegentlich über die Figur des Wassermanns die Gefahr, die von den zahlreichen offenen Gewässern – Flüsse, Bäche, Teiche, Seen und Moore – in der Lausitz ausgeht, beigebracht. Dargestellt wird er meist als aufgedunsene Wasserleiche oder als nackter, alter, dicker Mann mit Hängebauch. Des Weiteren erscheint er in Gestalt eines Hechtes oder Fischmannes. Der tschechische Vodník (oder Hastrman vom deutschen Wassermann) zeigt sich als wohlhabender Bauer mit Hut, Bart und stets am Rockzipfel nassen Frack. Der böhmische Hastrman trägt immer einen Hut, hat lange grüne Haare und sitzt gerne pfeiferauchend am Ufer. Der oberschlesische Utoplec oder Topielec zeigt sich als Junge, als weißer oder nackter Mann mit Fischschwanz oder mit Hundekopf, kann aber auch als Tier in Erscheinung treten.
Der Vodyanoy soll ein Heide und Trinker sein, gerne Karten spielen, aber keine Karte mit Kreuz benutzen. Er kann Fluten hervorrufen und Stürme entfachen. Im Frühjahr erwacht er ausgehungert und rauflustig, die Folge sind Überschwemmungen. Er verschlingt die Körper der Ertrunkenen und hält deren Seelen in umgestülpten Tontöpfen gefangen. Nur junge Mädchen können ihm entkommen. Vor allem Mädchen, die im Wasser Selbstmord begangen haben, sollen dann selbst entscheiden können, ob sie als Rusálka oder Víla an der Seite des Vodyanoy leben wollen. Wenn er nicht säuft oder spielt, sitzt er mit einer Keule am Ufer und versucht, neugierige Kinder zu erschlagen. In Gestalt eines Topfes mit Seerosen versucht er, Menschen, die danach greifen, ins Wasser zu ziehen. Badende ohne Brustkreuz können von ihm ertränkt werden. Da der Wodjanoi oft in Mühlenweihern wohnt, ist es Brauch, dass der Müller im Frühjahr ein schwarzes Schwein spendet, und Fischer gießen Öl in das Wasser. Auch soll eine Handvoll Erde oder ein geröstetes Brot, das man vor dem Bad ins Wasser wirft, helfen. In südslawischen Ländern heißen ähnliche Wassermänner Vodni Moz (slowenisch povodni mož). An der Grenze zu Italien ist der Povoduji bekannt, in der Schweiz gibt es den Houggä-Ma.

### Glashan und Shopiltee
Die männlichen Wassergeister, die in den nordeuropäischen Seen leben, sind eine Sonderform der Wassermänner und ähnlich wie der Blutschink meist grobschlächtige Ungeheuer. Aber nicht alle Wassermänner sehen aus wie Seeungeheuer. Der Glashan auf der Insel Man erscheint als schwaches Fohlen oder als einjähriges Lamm, während sich die schottischen Shopiltees in der Gestalt eines Shetlandponys zeigen. Diese Wassergeister sind ebenso blutgierig wie die verwandten Wassermänner mit menschlichem Aussehen. Der Shopiltee trinkt gerne das Blut der Ertrunkenen, der Glashan vergewaltigt badende Frauen. Ähnliche Wassergeister sind die englischen Brags, die sich meist als Pferd, Esel, Kalb oder als nackte Männer ohne Kopf zeigen und gerne Wanderern aufhocken. Die skandinavischen Bäckahästen (= Bachpferde) springen mit ihren Reitern ins Wasser und ertränken sie. Auch die isländischen Nykr, Vatnahestr oder Nennir (= Wasserpferde) ziehen ihre Reiter ins Wasser hinab.

### Gwragedd Annwn
Die wenigen Wassermänner der walisischen Gwragedd Annwn (Frauen Annwns) leben mit ihren Seemädchen in Palästen auf dem Grund der walisischen Seen. Sie sollen unsterblich und ein sehr altes Elbengeschlecht sein. Nachts kommen sie an Land, um zu tanzen, bei Vollmondnächten schweben sie bis zum Hahnenschrei über den Auen. Die Männer sind alt mit langen weißen Bärten, sind aber stark und stattlich gebaut. Sie sollen am häufigsten in Wales gesehen werden, aber auch in England, Skandinavien, Frankreich, der Bretagne und Deutschland soll es ähnliche Elben geben.

### Weitere Wassergeister
In den Geschichten aus Tausendundeine Nacht kommen Meermenschen in der Erzählung Der Fischer und der Meermann vor, die im Meer eine ganze Gesellschaft aufgebaut haben, die in ihren Bräuchen Ähnlichkeiten, doch auch starke Unterschiede zur arabisch-orientalischen Welt haben.

## Meeresgötter und Flussgötter
Die Götter des Meeres, wie Poseidon, Neptun oder Nethuns oder die griechischen Flussgötter (Peneios, Styx, Acheron etc.) zählen nicht zu den Wassermännern. In den Mythologien verkörpern diese Wesen den göttlichen Aspekt, während die Wassermänner zu den Naturgeistern und Elben gezählt werden können.

## Trivia

### Musik
- Im 18. Jahrhundert entstand das Lied Als wir jüngst in Regensburg waren, in dem ein Nix das Fräulein Kunigund in die Fluten des Stromes zieht.
- 1813 entstand in der Gegend von Joachimsthal das Volkslied Es freit’ ein wilder Wassermann.
- Undine, Zauberoper von E. T. A. Hoffmann (Uraufführung 1816 in Berlin)
- Undine, Zauberoper von Albert Lortzing (Uraufführung 1845 in Magdeburg)
- Carl Loewe vertonte 1860 die Ballade Der Nöck (op. 129 Nr. 2) von August Kopisch (s. Literatur).
- 1880 schrieb Karl Millöcker die Operette Apajune, der Wassermann.
- Alexander von Zemlinsky verfasste 1892/93 Der Wassermann (neben Archibald Douglas, Der König von Thule und Intermezzo), ein Klavierwerk in vier Balladen.
- 1896 erschien das Singspiel Wodźan (Der Wassermann) von Korla Awgust Kocor.
- 1896 schrieb Antonín Dvořák die sinfonische Dichtung Der Wassermann nach Balladen aus der Sammlung Kytice des tschechischen Dichters Karel Jaromír Erben.
- 1900 ist in der Oper Rusalka von Antonín Dvořák der Wassermann eine der Hauptrollen.
- 1982 erschien das Lied Nun sag’ schon Adieu / Bald regiert der Wassermann von Hannes Schöner.
- 2001 erschien Des Wassermanns Weib von der Paganfolk-Band Faun auf dem Album Zaubersprüche.
- 2002 erschien August Kopischs Ballade Der Nöck vertont und gesungen von Achim Reichel.
- 2009 erschien Der wilde Wassermann von der Paganfolk-Band Faun auf dem Album Faun Acoustic – Buch der Balladen.
- 2010 erschien Der Wassermann von der deutschen Pagan-Metal-Band Equilibrium auf dem Album Rekreatur.
- 2020 erschien Der Nöck der thüringischen Metal-Band MOSAIC auf dem Album Songs of Origin and Spirit

### Literatur

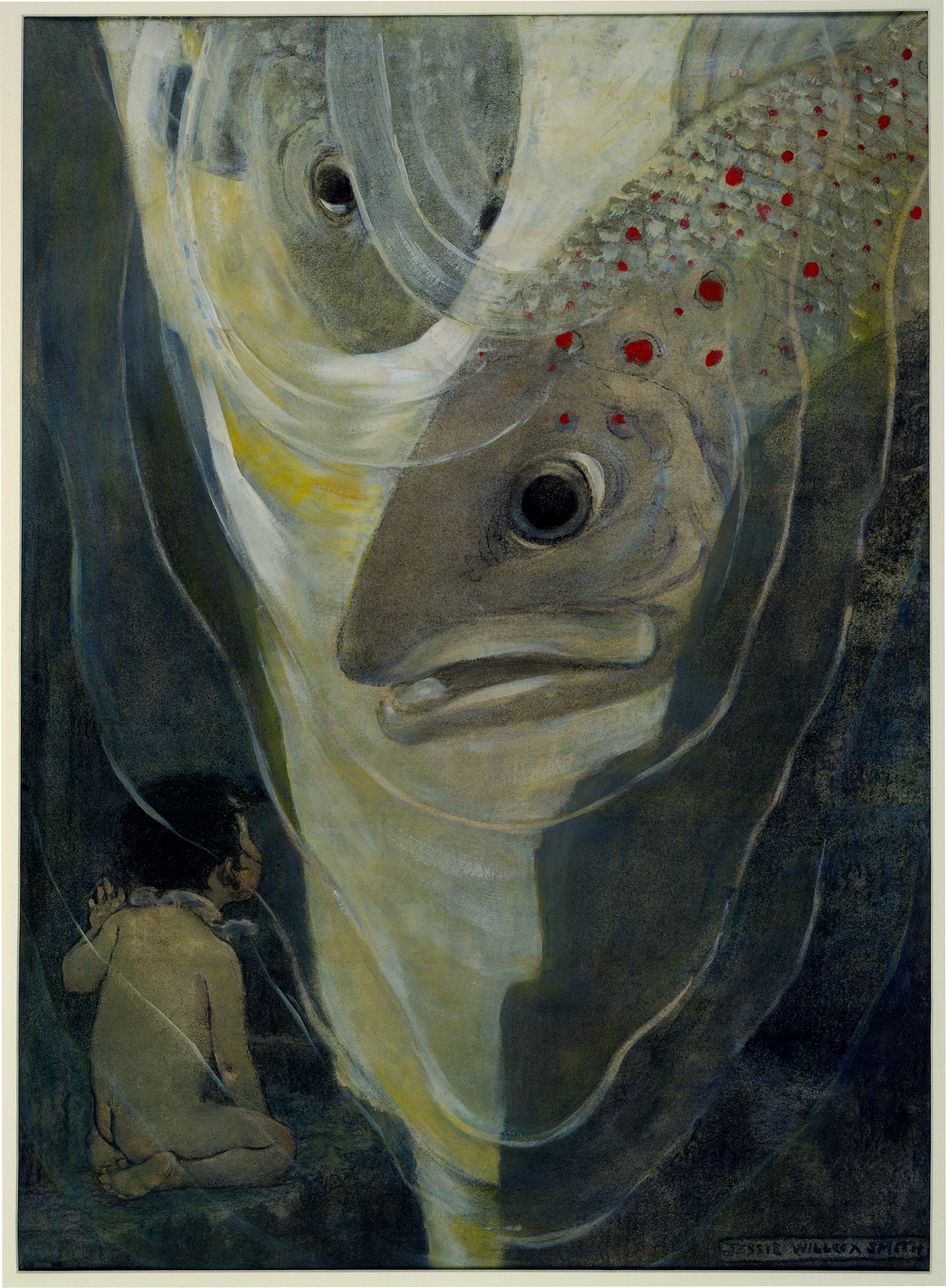
Wasserkind bei Charles Kingsley, Illustration von Jessie Willcox Smith (um 1916)

### Film und Fernsehen
- 1928 erschien der tschechische Film Zamilovaný vodník („Der verliebte Wassermann“) unter der Regie von Hermína Týrlová
- In dem Unterhaltungsmagazin für Kinder Plumpaquatsch, welches von 1973 bis 1978 gesendet wurde, kreierte Susanne Beck die Puppe Plumpaquatsch, ein grüner Wassermann
- 1974 lief die tschechoslowakische Filmkomödie Wie soll man Dr. Mráček ertränken? oder Das Ende der Wassermänner in Böhmen
- In der Kinderserie Die Märchenbraut aus der ČSSR, die von 1979 bis 1981 ausgestrahlt wurde, ist neben anderen Märchenfiguren ein Wassermann zu sehen
- Von 1982 bis 1983 lief die Fernsehserie Der Mann aus Atlantis, in der Patrick Duffy einen Meermann spielt
- 1987 spielte in der Kinderserie Frankensteins Tante im Gegensatz zum Buch ein Wassermann mit
- Der 1993 gedrehte Film Jańcio Wodnik (Janico, der Wassermann) von Jan Jakub Kolski erhielt 1994 einen Filmpreis beim Filmfestival Cottbus
- Im Märchenfilm Die Mühlenprinzessin von 1994 bekommt die schöne Müllerstochter Elischka von einem Wassermann die Fähigkeit, auf dem Wasser zu gehen
- Im Film Waterworld der US-amerikanischen Regisseure Kevin Reynolds und Kevin Costner von 1995 spielt Kevin Costner mit Schwimmhäuten zwischen den Zehen und Kiemenöffnungen hinter den Ohren mit dem Mariner ein männliches Fisch-Mensch-Mischwesen („Ichthyo sapiens“)
- In der Fantasy-Verfilmung des gleichnamigen Romans Harry Potter und der Feuerkelch muss Harry Potter sich Wassermenschen entgegenstellen
- 2017 erschien Guillermo del Toros Fantasy-Romanze Shape of Water – Das Flüstern des Wassers, in welcher sich die menschliche Protagonistin in ein männliches Wasserwesen, halb Amphibie, halb Mensch verliebt und dieses aus der Gewalt von grausamen Wissenschaftlern befreien will

### Sonstiges
- Der Wassermann ist Motiv in Initiationsmärchen, insbesondere beim Typus AT 313. (Siehe: Aarne-Thompson-Index)
- Auch Hörspiele thematisieren den Wassermann, wie zum Beispiel Der Hohnsteiner Kasper Folge 6 Der Schatz des Wassermanns mit Irmgard Waßmann.
- Der Wodjanoi kommt ebenfalls im Fantasy-Rollenspiel The Witcher vor.
- Wassermänner sind auch in der Heraldik beliebte Motive für Wappen
- Im bayrischen Schimborn ist die Sage Der Wasserneck überliefert.

Wappen von Blindheim
Wappen von Grundlsee
Meermann und Meerfrau als Schildhalter: Wappen von Ostende, Belgien
Wappen von Vörå, Finnland
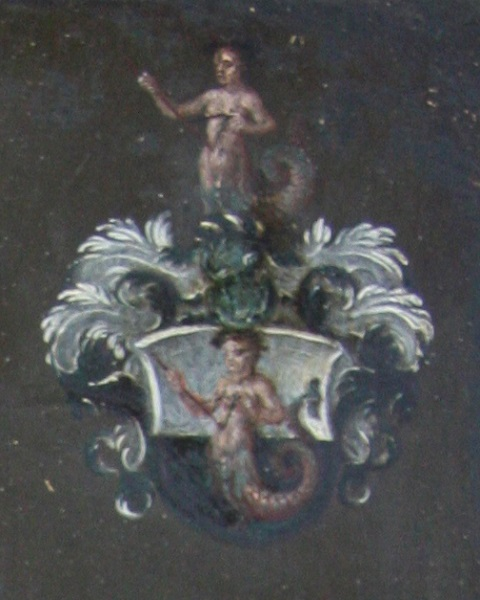
Familienwappen, 16. Jahrhundert